# Kontant arbetsmarknadsstöd
Kontant arbetsmarknadsstöd (KAS) gavs i Sverige åren 1974-1997 till arbetslösa personer som ej var medlemmar i någon arbetslöshetskassa och inte var berättigade till Arbetslöshetskassa (a-kassa), exempelvis ungdomar och personer som varit långtidsarbetslösa och var utförsäkrade ur a-kassan. KAS ersattes av en allmän grundförsäkring i den nya arbetslöshetsförsäkring i Sverige som infördes 1998, och ger ett grundbelopp, men kräver att personen har blivit arbetslös efter att ha arbetat.
Alfa kan administrera den allmänna grundförsäkringen.